# Monze (Zâmbia)
Monze é uma cidade e um distrito da Zâmbia, localizados na província Sul.